# 夜之屋
《夜之屋》（英文：A House Of Night Novel）系列，是一套美國奇幻小說。主題為虛構的吸血鬼故事，發生在真實地點奧克拉荷馬州陶沙市，小說敘述的很多地方也都是實際存在的。主要描寫一位16歲的女孩柔依·紅鳥在受到吸血鬼「標記」後，遵循該地習俗進入名為「夜之屋」的吸血鬼學校生活的故事，並面臨一系列挑戰和冒險。
一些書評人士說該書是結合最近非常暢銷的兩部奇幻小說《哈利波特》和《暮光之城》而成的奇幻創作，像是吸血鬼的霍格華茲一樣。
該書為美國《今日報》、《華爾街日報》排行榜暢銷小說，並且於《紐約時報》暢銷排行榜上榜超過80週。目前第十二集《拯救》已經在2015年10月29日開始販售。在台灣，《夜之屋》為了打進市場，第一集以特別優惠價格新台幣99元銷售。
這套早已在香港各大書店銷售，而且某幾集也已經售罄。在公共圖書館常是預約榜榜首，十分受歡迎。

## 架空的吸血鬼世界
在《夜之屋》所虛構的世界裡，存在著一些異於常人的改變。一小部分的青少年很可能會因為他們的基因與常人不同而被選上「標記」，從而蛻變成吸血鬼。蛻變過程需要四年，這段時間他們被稱為「雛鬼」，要進入一所名為「夜之屋」的吸血鬼養成學校學習吸血鬼的知識。在該時間內，如果雛鬼沒辦法完成蛻變就可能會死亡。雛鬼基本上不能離開成鬼太久，否則會死亡。雛鬼成長過程中，會漸漸獲得超能力。

### 名詞解釋
夜之屋（House of Night）
吸血鬼養成學校，全球至少有25間，教授吸血鬼所需的知識，新生從三年級生開始，直到六年級畢業而為成鬼。夜之屋裡每個年級都有不同的代表符號。這裡不但是雛鬼的學校，更是雛鬼未來四年的家，每位雛鬼從第一天就會獲分配到一間雙人房間。校規相對上較為自由，課程從晚上開始至凌晨結束，從西班牙語、戲劇、馬術、擊劍及吸血鬼社會學等科目組成。每間夜之屋都有一位女祭司長，負責校園裡所有事務。
妮克絲（Nyx）
夜后妮克絲是吸血鬼所信仰的女神，同時也是她賜予吸血鬼獨特的能力。
躡蹤使者（Tracker Vampyre）
如果是夜后選中的人類，躡蹤使者必會尾隨而至，找到並標記，被標記的人類額頭中央會開始浮現藍色的弦月輪廓記印。然後，就必須進入「夜之屋」，接受吸血鬼養成教育。等順利通過蛻變，長成成熟的吸血鬼。
黑暗女兒（Dark Daughters）
夜之屋裡類似學生會的菁英社團，因為吸血鬼以夜晚棲息並為母性社會，故因此命名為黑暗女兒，主導夜后祭祀的一切，在學校具有非凡的影響力且所有黑暗女兒的成員都有一條象徵其身份的項鍊。
黑暗男兒（Dark Sons）
因為吸血鬼是母系社會，所以黑暗男兒是包含在黑暗女兒裡面，並聽從同為雛鬼的社團領導人-見習女祭司長的指令。
冥界之子
吸血鬼戰士，強壯的男性成鬼，雖然吸血鬼是母系社會，男性卻相當受吸血鬼社會尊重。
信仰子民（People of the Faith）
本來是一個基督教的分支教會，名字信仰子民意為"信奉上帝的子民"，柔依父母所信仰，不接受吸血鬼，認為其不存在的或是社會動亂的根源。不過信仰子民教會的教義及行為顯然並不符合正統基督教。
嗚威記阿給亞（U-we-tsi-a-ge-ya）
印地安切羅基族語，其意為「女兒」。柔依的阿嬤及妮克絲時常這樣稱呼柔依。
邦恩‧麗
蘇格蘭語，意思是女王。吸血鬼女王史迦赫目前在完全封閉的斯凱島夜之屋，過著與吸血鬼最高委員會及吸血鬼社會河水不犯井水的生活。

## 劇情
柔依·紅鳥，一位15歲的女孩遭到使者標記而成為雛鬼，同時進入吸血鬼養成學校「夜之屋」訓練。然而她並非普通的雛鬼，她從第一天被標記，就獲妮克絲任命為她在這個世代第一個真正的女兒，要充當妮克絲的耳目。因此，她被妮克絲賦予控制五元素（風、火、水、土、靈）的力量。一般吸血鬼至多只會被賦予1至2種元素，柔依卻擁有控制全部元素的力量。而且，一般雛鬼額頭中央的是藍色弦月輪廓記印，柔依卻獲得實心弦月記印。這種記印本來只有成鬼才能夠得到，是吸血鬼身為成鬼的特徵及證明。
隨著柔依適應夜之屋的生活，她快速交到許多朋友。她的朋友戴米恩是一位聰明的同性戀的男生；史蒂薇·蕾是一位純樸又天真的鄉村女孩，並且是她的室友，也是她最好的朋友；蕭妮和依琳兩人雖然出生在不同的環境，卻時常穿著打扮一樣，被人稱為「孿生的」。
柔依同時也認識她的直屬老師兼女祭司長奈菲瑞特；並挑戰了雛鬼現任當權者愛芙蘿黛蒂，她是「黑暗女兒」社團的領導人，即當時的見習女祭司長，擁有妮克絲所賜「靈視」的能力。她邀請柔依加入她們這個只可以由她邀請才能進入的團體。
在黑暗女兒舉辦的儀式上，柔依因為嚐到血液而變得喜歡血液並嗜血，這種特徵只會出現在成鬼和老年雛鬼上。柔依因在不知情的情況下喝了血且覺得美味而跑出儀式會場，之後她碰見了她的前男友，並吸了他的血。受到了夜后的眷顧，柔依變得與其他吸血鬼不一樣，這意味著她即將改變並挑戰吸血鬼社會的現狀……

## 角色介紹

### 主要角色
柔依·紅鳥（Zoey Redbird）
夜之屋的三年級生（剛進入夜之屋就是三年級，並不是說省略掉前面的劇情），16歲，該書主角，本為人類，原名「柔依‧蒙哥馬利」。更名為「柔依‧紅鳥」，紅鳥（Redbird）是柔依阿嬤的姓氏，她是柔依在世界上唯一稱得上是親人的人。
因為受到吸血鬼躡蹤使者標記而進入吸血鬼養成學校─夜之屋，根據法律再不受父母約束，而更名同時代表擁有全新的生命和生活。
柔依是有史以來同時被賦予五元素的雛鬼；第一個三年級生成為黑暗女兒領導人；第一個擁有實心弦月記印外還有其他特別刺青的雛鬼。
她同時是古代切羅基族女智者所創造出來誘捕卡羅納，少女埃雅的轉世，且靈魂被卡羅納吸引著。
史蒂薇‧蕾‧強生（Stevie Rae Johnson）
柔依室友，她同時也是柔依最要好的朋友，來自奧克拉荷馬的金髮女孩，能控制土元素。
因無法順利蛻變而死亡，卻又再次復活，失去人性。因著柔依所設立的守護圈及愛芙蘿黛蒂的緣故重獲人性，並蛻變成史上第一位紅色記印的吸血成鬼，與此同時其他同一遭遇的鬼也有了重拾人性的機會，額頭同時出現了紅色的弦月記印，史蒂薇‧蕾理所當然成為了其他紅鬼的女祭司長。
她救了利乏音，被他稱為血紅者。後來其他邪惡的紅色吸血鬼迫害她時利乏音救了她並與她烙印。曾為了柔依而不小心召喚出白牛，被利乏音所救，為了救利乏音而召喚黑牛，因為召喚黑牛的代價而與利乏音的人性綁在一起。
簫妮‧科爾（Shaunee Cole）
四年級生，有牙買加血統，膚色像漂亮的摩卡咖啡。能控制火元素。家中很富有，卻得不到家人的愛護。現任男友為艾瑞克。
在被標記時父親直接在電話上跟她告別，給她開了一個戶口存入了一筆錢，卻沒有再見過一面。
依琳‧貝茲（Erin Bates）
與簫妮為室友，兩人除了膚色之外，興趣、衣著尺寸及個性都極為相像，因此被稱為孿生的。被賦予水元素。後期因和蕭妮不合，漸漸與達拉斯在一起。因遭奈菲瑞特衝撞而死，死前和蕭妮和好。
戴米恩‧瑪斯林（Damien Maslin）
柔依的好友之一，博學多聞，男同志，他的父母親完全無法接受。
他是男性中極少數被賦予元素感應力的雛鬼，他得到的是風元素的感應力。
曾經和傑克有過一段短暫但快樂的日子。
愛芙羅黛蒂‧拉芳特（Aphrodite LaFont）
六年級學生，名字意為希臘神話的愛神，擁有預知未來災難被稱為靈視的能力。是妮克丝第一位非吸血鬼的女先知。
長相非常性感美丽，因此自大。艾瑞克的前女友。現任男友是冥界之子「達瑞司」。
夜之屋精英社團黑暗女兒的原領導，起初與柔依為死對頭，之後開始和主角合作並幫助柔依救了很多人，与柔体成为好朋友。
因為個性關係被柔依的朋友戲稱為惡劣至極的母夜叉。
后与史蒂薇•蕾烙印，得知她有事隐瞒，但被利乏音打破。
因与家人关系恶劣 ，从小便伪装自己，不把懦弱，伤心的情绪表现出来，只对人凶狠。
说话恶毒，表面不易接近，其实内心脆弱，不擅于表现自己真正的情绪与思想。只在達瑞司面前坦诚。
得到柔依的同意，達瑞司立誓成为愛芙羅黛蒂的誓约战士。
在書中有說到她的靈視隨著她能力的成長出現各種變化。
詹姆士‧史塔克・麥奎利斯（James Stark）
標記之後五年級時將名字去除，只用中間名「史塔克」。柔依現任男友。
轉學到陶沙市夜之屋，和柔依產生微妙的心靈連結，向柔依傾訴射箭天賦帶給他的痛苦。
之後卻突然猝死，又奇異的復活，受到特西思基利之后控制與使喚。之後立誓成為柔依的戰士，選擇良善，蛻變成紅色吸血鬼。
又從戰士轉變為守護人發誓一生效忠柔依。

### 人類
席薇雅‧紅鳥（Sylvia Redbird）
柔依的祖母，擁有印地安切羅基族的血統。她是唯一一位最了解柔依也最疼愛柔依的家人，常常喚柔依為「柔依鳥兒」及「嗚威記阿給亞」。
在發現柔依被標記後，依然一路支持著柔依，不時的給予柔依問候和實用的建議。
琳達・海肥
柔依的母親，約翰・海肥的妻子。過去跟三個子女關係很好，特別與柔依最為親密。自從成為約翰・海肥的妻子後，因盲目順從約翰・海肥而破壞了跟柔依的關係。
柔依雖然傷心難受，心底裡總有一絲希望母親變回原來的母親。
後來因一件事令琳達清醒過來，想恢復跟席薇雅及柔依的關係而來到席薇雅的小屋，而被奈菲瑞特所殺，作為製造工具人所奉上的獻祭。
妮克絲讓柔依看見母親死亡及進入她的國度的靈視。
西斯‧郝運（Heath Luck）
柔依在人類時的男朋友，在國小三年級時跟柔依相識並相愛，就此深愛著她。
因一連串事情而和柔依烙印，後因烙印破解後而離柔依遠去，後期才再次複合。因為發現卡羅納和奈菲瑞特的陰謀而被卡羅納殺死。
由於奈菲瑞特的工具人並不完美，因此從妮克絲所給的三條路中選擇第三條：寄宿於工具人中。被奈菲瑞特命名為元牲

### 敵手
奈菲瑞特（Neferet）
吸血鬼學校夜之屋的校長和女祭司長，同為柔依在吸血鬼學校的導師，在學校負責教「吸血鬼社會學」課程。
在學生眼裡是位非常慈祥和善的人，然而卻似乎被柔依察覺不是這樣。被妮克絲賦予心靈感應及療癒的能力。
而後選擇邪惡，成為特西斯基利之后。
自稱是卡羅納的愛人，但其實只利用他去達到自己的目的。
最後更自稱為夜后妮克絲的化身。
卡羅納（Kalona）
墮落的不死生物(其不死的特質，因用不公正的方式贏得與史塔克的戰鬥，被女神要求給予了史塔克，因而失去)。原為妮克絲的立誓戰士，卻因愛上妮克絲未能盡到職責而被懲罰成為墮落天使。
強暴多位切羅基族少女，生出仿人鴉，被切羅基族的格西古娃〈擁有特別能力的女智者〉所創造的少女埃雅囚禁於土中。
因得到奈菲瑞特的幫忙，重回人界。
一方面與她聯手，意欲統治世界，另一方面想擁有埃雅的轉世－－柔依。
心情一直處於痛苦、掙扎、憎惡、傷心等等的複雜循環，曾以為受制於奈菲瑞特而被她使喚，所以心懷不滿，及後離開了奈菲瑞特與柔依等人連手盤算著要向她報復。
故事到了最後，他變成淘沙市夜之屋的守護者，死神-桑納托絲的誓約戰士，甚至為了對抗奈菲瑞特，保護被他傷害的人類而死。死後終於得到女神妮克絲的原諒，進入永恆的國度，再成為她的伴侶。
利乏音（Rephaim）
卡羅納最愛的兒子，原為仿人鴉的領袖，仿人鴉中最具人性的。與史蒂薇・蕾之間有烙印，救了她兩次。因選擇妮克絲而獲恩賜夜晚成為人類，因要為過去所犯的贖罪故白天會成為渡鴉。

### 其他
羅倫‧布雷克（Loren Blake）
桂冠詩人，同時是被稱為200年內少有的天才詩人，亦是難得一見的男性桂冠詩人。
奉奈菲瑞特之命來誘惑柔依‧紅鳥，讓艾瑞克．奈特和朋友們孤立她，是奈菲瑞特的愛人。
因他同時想佔有奈菲瑞特及柔依，奈菲瑞特就殺了他，以製造動亂。
艾瑞克‧奈特（Erik Night）
五年級生，柔依眼中全世界最俊俏的帥哥，他也同時是吸血鬼奧林匹克戲劇大賽的冠軍。
愛芙羅黛蒂的舊情人，但在後來他開始對柔依感到興趣，並且成為柔依的準男朋友。
蛻變為成鬼後發現了柔依與羅倫之間的關係而甩了她，與柔依復合後卻因嚴重占有慾而被甩。
目前成為躡蹤使者。
雪姬娜
所有吸血鬼的女祭司長。
當卡羅納被奈菲瑞特召喚出來時，她被奈菲瑞特用念力殺死。
桑納托絲
是吸血鬼女祭司長，擁有看見死亡，安撫死者，引領靈魂前往妮克絲國度的特殊能力。
也是卡羅納的誓約女祭司。
在所有的吸血鬼女祭司長尚未發覺奈菲瑞特可怕的面目時，因可以看見黑暗的絲線，選擇相信主角柔伊，並協助他們
前往史迦赫的島嶼，找到介於生死的方法。
在奈菲瑞特完全黑化之後，暫任陶沙市夜之屋的女祭司長，帶領蠢蛋幫對抗奈菲瑞特。
最後死在用火元素所設立的保護圈中。

## 小說列表
1. Marked：譯為《夜之屋》。中文版於2009年11月26日出版
2. Betrayed：譯為《夜之屋2：背叛》。中文版於2010年4月1日出版
3. Chosen：譯為《夜之屋3：抉擇》。中文版於2010年7月27日出版
4. Untamed：譯為《夜之屋4：不馴》。中文版於2010年11月25日出版
5. Hunted：譯為《夜之屋5：窺獵》。中文版於2011年4月1日出版
6. Tempted：譯為《夜之屋6：誘愛》。中文版於2011年8月1日出版
7. Burned：譯為《夜之屋7：焚誓》。中文版於2011年12月12日出版
8. Awakened：譯為《夜之屋8：夢寤》。中文版於2012年4月2日出版
9. Destined：譯為《夜之屋9：決絕》。中文版於2012年8月7日出版
10. Hidden：譯為《夜之屋10：隱現》。中文版於2013年4月13日出版
11. Revealed：譯為《夜之屋11：嶄露》。中文版於2015年3月5日出版
12. Redeemed：譯為《夜之屋12：拯救》。中文版於2015年10月29日出版

### 官方書評列表
《浪漫時潮書評》（RT Book Reviews）：
愉悅的書，為青少年而寫，卻將成為所有年齡層讀者的饗宴。成長的試煉，在創新的吸血鬼社群中展開。註定是高度毒癮性的系列作品。
《超自然書評》（Preternatural Reviews）：
如今青少年吸血鬼小說風起雲湧，也許斯蒂芬妮·迈耶（暮光之城）正是最該負責的那個人。但在諸多作品中，《夜之屋》肯定最不一樣，最出類拔萃。光是吸血鬼養成學校，就值得你進去一探究竟。還有，請記住：尼爾．蓋曼（墓園裡的男孩）和J. K. 羅琳（哈利波特）已經教導我們，不要太理會「青少年小說」這個標籤。
瑪麗珍妮斯．戴維森（MaryJanice Davidson，暢銷小說家）：
本書在第一段就把我釣上了。我一口氣吞下它。
吉娜．蕭爾特（Gena Showlter，暢銷小說家）：
打從把頭探進書裡，它就勾住了我。吸血鬼令人瞠目結舌的全新嘗試。《夜之屋》既辣又暗又好玩，迷人！
南西．布朗（Nancy L. Brown, PhD，心理學家，任教於史丹佛大學）：
「暮光之城」的書迷們，如果你們還在等《新月》電影問世，我建議你們開始閱讀《夜之屋》吧。不過，我得聲明，它極度容易讓人上癮。
筌德勒．克蕾葛（Chandler Craig，青少年小說作家）：
貝拉是那麼著迷愛德華，二十四小時想著他。如果你對這一點有意見，那麼，你將樂於看到柔依對她的男朋友（或男朋友們）態度全然不同。

## 來源
- （中文）夜之屋官網（页面存档备份，存于）

- （中文）博客來書評

- （中文）部落客書評（页面存档备份，存于）

- （中文）吸血鬼還是天使?